# 泉ヶ岳通り

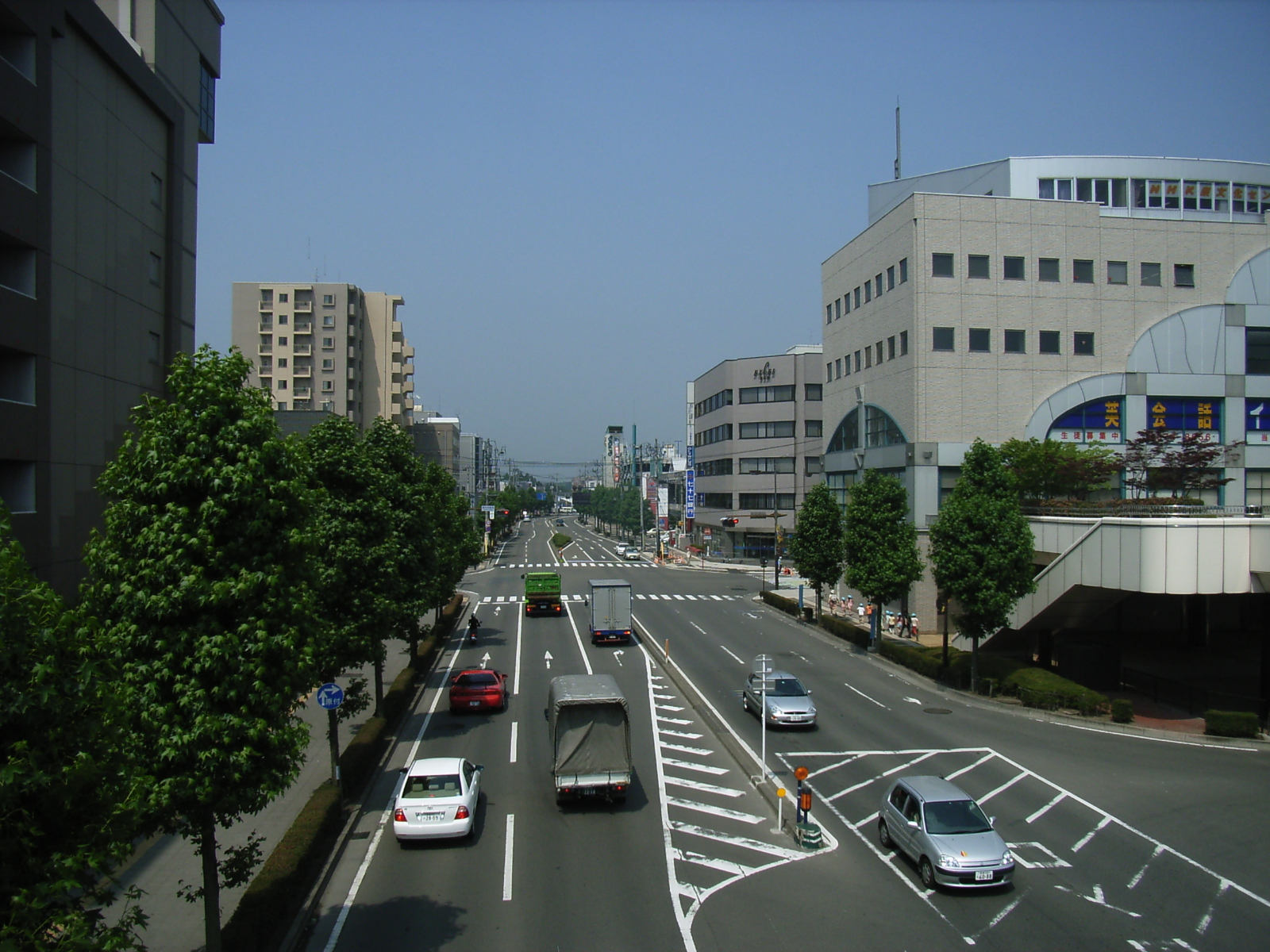
泉ヶ岳通り西側を望む（泉中央駅南側より）

泉ヶ岳通り（いずみがたけどおり）は、宮城県仙台市泉区を東西に走る道路で、県道泉塩釜線のうち、仙台市泉区内の区間にこの通り名がつけられている。仙台市の愛称命名道路のうちの1つで、1997年（平成9年）に命名された。泉中央より西側は片側1車線、東側は片側2車線となっている。また、道路の南側に並走するように七北田川が流れている。

## 歴史
- 1976年9月10日 - 県道泉塩釜線として供用開始。
- 1996年1月1日 - 愛称命名道路となる。

## 交差する道路
| 交差する道路                            | 交差する道路                                        | 交差点など | 路線番号             | 道路愛称   |
| 南方向                                  | 北方向                                              | 交差点など | 路線番号             | 道路愛称   |
| --------------------------------------- | --------------------------------------------------- | ---------- | -------------------- | ---------- |
| 宮城県道35号泉塩釜線                    |                                                     |            |                      |            |
|                                         | 市道泉3487号駕籠沢日野線                            |            | 宮城県道35号泉塩釜線 | 泉ケ岳通り |
| 市道泉3519号仙台商業1号線               |                                                     |            | 宮城県道35号泉塩釜線 | 泉ケ岳通り |
| 市道泉3174号泉中央35号線                | 市道泉3186号泉中央47号線                            |            | 宮城県道35号泉塩釜線 | 泉ケ岳通り |
|                                         | 市道泉3498号泉中央自転車歩行者専用道路11号線        |            | 宮城県道35号泉塩釜線 | 泉ケ岳通り |
| 市道泉3185号泉中央46号線                | 市道泉3187号泉中央48号線                            |            | 宮城県道35号泉塩釜線 | 泉ケ岳通り |
| 市道泉4016号赤生津幹線                  | 市道泉3003号泉中央幹線1号線                         |            | 宮城県道35号泉塩釜線 | 泉ケ岳通り |
| 市道泉3166号泉中央27号線                | 市道泉3189号泉中央50号線                            |            | 宮城県道35号泉塩釜線 | 泉ケ岳通り |
| 市道泉3452号泉中央108号線               | 市道泉14号七北田実沢線                              | 泉中央駅前 | 宮城県道35号泉塩釜線 | 泉ケ岳通り |
|                                         | 市道泉3466号泉中央駅前線                            |            | 宮城県道35号泉塩釜線 | 泉ケ岳通り |
| 市道泉3165号泉中央26号線                | 市道泉3478号泉中央歩行者専用道路1号線＜泉中央広場＞ |            | 宮城県道35号泉塩釜線 | 泉ケ岳通り |
| 宮城県道22号仙台泉線＜泉中央通り＞      | 宮城県道22号仙台泉線＜泉中央通り＞                  | 泉中央     | 宮城県道35号泉塩釜線 | 泉ケ岳通り |
| 市道泉3159号泉中央20号線                | 市道泉3413号泉中央69号線                            |            | 宮城県道35号泉塩釜線 | 泉ケ岳通り |
|                                         | 市道泉3411号泉中央67号線                            |            | 宮城県道35号泉塩釜線 | 泉ケ岳通り |
| 市道泉3156号泉中央17号線                | 市道泉3005号泉中央幹線3号線                         |            | 宮城県道35号泉塩釜線 | 泉ケ岳通り |
| 市道泉3154号泉中央15号線                |                                                     |            | 宮城県道35号泉塩釜線 | 泉ケ岳通り |
|                                         | 市道泉3148号泉中央9号線                             |            | 宮城県道35号泉塩釜線 | 泉ケ岳通り |
| 市道泉3149号泉中央10号線                |                                                     |            | 宮城県道35号泉塩釜線 | 泉ケ岳通り |
| 市道泉3018号七北田幹線1号線＜奥州街道＞ | 市道泉3018号七北田幹線1号線＜奥州街道＞             | 市名坂     | 宮城県道35号泉塩釜線 | 泉ケ岳通り |
| 市道泉3124号町石止線                    | 市道泉3131号東裏線                                  |            | 宮城県道35号泉塩釜線 | 泉ケ岳通り |
|                                         | 市道泉3123号高玉4号線                               |            | 宮城県道35号泉塩釜線 | 泉ケ岳通り |
| 市道泉3110友愛町1号線                   | 市道泉3122号高玉3号線                               |            | 宮城県道35号泉塩釜線 | 泉ケ岳通り |
|                                         | 市道泉3121号高玉2号線                               |            | 宮城県道35号泉塩釜線 | 泉ケ岳通り |
|                                         | 市道泉3121号高玉2号線                               |            | 宮城県道35号泉塩釜線 | 泉ケ岳通り |
| 市道泉3518号高玉5号線                   |                                                     |            | 宮城県道35号泉塩釜線 | 泉ケ岳通り |
| 要害川                                  | 要害川                                              | 高玉橋     | 宮城県道35号泉塩釜線 | 泉ケ岳通り |
| 市道泉3102号野蔵2号線                   |                                                     |            | 宮城県道35号泉塩釜線 | 泉ケ岳通り |
| 市道泉3102号野蔵2号線                   |                                                     |            | 宮城県道35号泉塩釜線 | 泉ケ岳通り |
|                                         | 市道泉3126号南前野蔵線                              |            | 宮城県道35号泉塩釜線 | 泉ケ岳通り |
| 市道泉3101号野蔵1号線                   |                                                     |            | 宮城県道35号泉塩釜線 | 泉ケ岳通り |
| 国道4号＜仙台バイパス＞・国道47号       |                                                     |            | 宮城県道35号泉塩釜線 | 泉ケ岳通り |
| 宮城県道35号泉塩釜線                    |                                                     |            |                      |            |

## 沿道の施設
- 東日本急行本社
- 仙台市立仙台商業高等学校
- 泉中央駅（仙台市地下鉄南北線）
- 泉警察署